# Stelis simplex
Stelis simplex är en orkidéart som först beskrevs av Oakes Ames och Charles Schweinfurth, och fick sitt nu gällande namn av Alec M. Pridgeon och Mark W. Chase. Stelis simplex ingår i släktet Stelis och familjen orkidéer. Inga underarter finns listade i Catalogue of Life.